# 張津 (東漢)
張津（2世紀—207年或208年），字子雲，南陽郡（今河南省南阳市、河南省平顶山市、湖北省随州市、湖北省襄阳市一带）人，東漢末期官員，官至交州牧。靈帝駕崩之後，在京城生活的他，成為讓何進和袁紹在未來規劃除掉宦官過程的關鍵人物。接著，受遣到京城以外地帶，先後擔任交阯刺史和交州牧。最後，却遭部領殺害。關於正史記載方面，《三國志》和《後漢書》皆描述其生平，卻無單篇為他而撰的傳記。

## 官宦生涯

### 說服何進
早年，張津懷有想要匡正扶持時政的志向，而待在京城度日。此段期間，取得大將軍何進的信任，也投於袁紹麾下成為門客。
中平六年（189年），何進自外甥劉辯登基而掌握大權後，私下規劃要如何殺掉跟他作對的蹇碩。正好，張津因袁紹有要除盡宦官的念頭，被派去見何進，並直接向對方說：「這群常侍秉持著權勢有段時間，又聯合太后奪取利益。所以，建議大將軍您拔用當今的一些優秀人才，整頓天下及屏除禍根。」話一說完，對方採納意見，也邀袁紹參與誅殺蹇碩的計劃討論。

### 治理交州
建安元年（196年），交阯刺史朱符被當地民族殺死後，朝廷派張津遞補朱符的職位。建安二年（197年），張津已抵達而就任，再和時任交阯太守士燮上書給朝廷，裡頭表達的為：「如今天下的十二州皆擁有州的地位，但惟獨交阯的最高行政長官仍稱為刺史，為何朝廷會沒公平處理呢？既然全國疆域擁有十二州，難道不能擴增到十三州嗎？」朝廷遵照意見而成立交州，同時張津改拜為交州牧，又得到從天子手中賜予的最高待遇（九锡）和伐敵權力。
三年後，基於曹操在官渡之戰擊倒袁紹，憑先前跟曹操談妥的結果，可透過零陵、桂陽二郡之地，成就自己的事業。後來，因跟荊州刺史劉表發生糾紛，開始一年接著一年地交戰，但他與劉表的兵力比較之下簡直是天壤之別。与刘表的战争不但没有达到目的，而且造成部將愈來愈憎恨他，甚至也有一些人擅自離開他身邊。另外，他對於約束和監督這两方面做得很鬆散，故可以說他是沒有威信的人。由于這個原因，他常遭受其他人的侮辱和欺壓。另外，他还無視聖賢的教訓和國家制定的法律，又在頭上裹著紅頭巾布、彈琴燒香，并且對於道教經典十分沉迷，他聲稱這能達到利於自己的程度。
建安八年（203年），張津将出產在交趾郡和合浦郡的益智子製成的粽子赠送给了曹操品嚐。四或五年後，被部將區景殺害。

## 個人生活

### 社會交流
張津一生當中跟一些當時有名氣的人士有一定的交情，如出身於「四世三公」名門背景的袁紹、擔任大將軍的何進，甚至是被許劭評為「治世之能臣，亂世之奸雄」的曹操。然而，他在治理交州時，卻與部將的关系逐漸惡化。

#### 名流方面
張津是被大將軍何進所親近的門客，也是袁紹底下的門客。在袁紹指派他游說何進這方面，可以了解受到袁紹有一定的信任，才會被指派這重大的任務。接著，從何進誠然地接受他的意見，更可以證明何進對他是毫無懷疑，並加以重視地對待。
雖然，與曹操的交情在任何史書沒有明確指出詳細情況，但仍可以在其他書信中找出蛛絲馬跡。夏侯惇在曹操破除袁紹之後寫給石威則的一封信中，提到曹操向張津答應會以零陵郡和桂陽郡的土地給他。這或許是張津為何會跟荊州牧劉表年年交戰的主要緣故。另外，在擔任交州牧時，還特地贈送交州特有的食品—益智子粽—給曹操的手中。這可能是為了感謝曹操給予令他這條件，才會以當地特產作為回禮。此外，因为許靖是張津在朝廷任官時的朋友，基於雙方的多年交情及了解，许靖才在交州避難时寫給曹操的書信中，把握這次機會推薦給曹操可以找張津來作為得力的援助。
张津并不是与当时所有的名流都关系融洽。劉表跟他產生心結，時常用兵力對付他，甚至還在他去世後，還立刻派遣賴恭治理交州，來偷偷納入勢力範圍。這表示劉表對於張津的態度是如此惡劣，並覬覦其管理範圍。此外，张津在和部将相处时的关系也在不断恶化。尤其在擔任交阯刺史之後，這個問題更加严重。由於年年跟劉表交戰，手下的部將們愈來愈怨恨他，甚至有擅自離開他的舉動。最後，他才會落到被部將殺害的下場。

### 宗教信仰
張津在治理交州這段時期，對於道教的信仰程度達到無視聖賢的言訓，甚至還廢棄當今朝代制定的法律。由這二點就可以透徹地知道，他的崇拜行為是如此極端。並且，在頭上裹著紅頭巾布、彈琴燒香，還閱讀道教經典。更嚴重的，自以為依照這些方法就可以強化自己的兵力。反而，在最後遭來不可避免的命運。

## 影響
在張津去世之後，劉表搶先朝廷一步，派遣零陵郡出身的賴恭就任交州牧，暗示要把交州納入他的勢力範圍之下。接著，朝廷也得知劉表因張津去世而派人治理交州的消息，而授予士燮擔任綏南中郎將的詔書，請託他要觀察交州底下七郡的情況。
除此之外，曾經有人用張津生前的舉止來作為發表看法的參考。例如，孫策曾用張津因迷信而導致被殺的例子來反對底下的一些將士聯合為于吉求得釋放的請求。不過，依照時間點而言，張津不可能比孫策早去世，故此處存疑。另外，薛綜擔心繼呂岱的下任交州刺史比不上呂岱來得佳，而寫《上疏請選交州刺史》給孫權提供參考。其中，有舉例说明張津治理交州不佳的問題所在。

## 評價
對於張津的評價很多是負面的，但仍有人給予不錯的評語。孫策認為張津會遭到他人的殺害是他對道教過度迷信而造成的。薛綜上書給孫權，其中認為張津因忽視部屬的感受、對監督不嚴謹，以及威武不足，才遭到許多欺侮，註定逃不了被殺的命運。不過，許靖在寫《與曹公書》表明他拒绝投靠於其麾下時，曾推薦張津是位可以協助朝廷的人才。

## 《三國演義》的張津
在明朝嘉靖年間刊行的《三國志通俗演義》當中，張津僅僅在卷六的第七回〈孫策怒斬于神仙〉正式被提到，連毛宗崗修訂的版本也不例外。然而，卻在趙聰之針對內容和回目做出大量修增的版本中，使張津初登場於第三回〈何國舅謀誅宦豎〉，直到在第三十三回〈小霸王中箭促天〉才提到其去世的消息。
雖說上述這三版本在內容上有些差異，但在提起張津去世消息的方面幾乎相同。在孫策被張昭和數十名臣子聯署拜託別殺于吉時，而提到張津在擔任交州刺史時，因過度迷信而受到被敵軍所殺的事情。基本上，這段內容是根據裴松之在注解《三國志·吳書一·孫破虜討逆傳》時，引用到由西晉虞溥撰寫的《江表傳》內容；但仍在毛版與趙版中把殺掉張津的對象從「南夷」改為「敵軍」，另三種版本也都把向孫策勸阻的對象，從「諸將」改成「張昭等數十人」。不過，依照時間來講，孫策是在建安五年（200年）把于吉害死的，而張津在當時還就任交州牧。所以，張津的去世比孫策殺于吉還得更晚。也不可能提到張津的死因。
可是，在趙聰之修訂版本跟其他兩種版本最不同之處是增添了張津在世的出場。袁紹派遣張津勸說大將軍何進，何進才決定重用袁紹。另外，張津的身份被設定為何進的親信。

### 書目
- 主要紀傳體史書：
  - 南朝宋范曄撰《後漢書》之卷九《孝獻帝紀》、卷六十九《竇何列傳》
  - 西晉陳壽撰《三國志》之卷六《魏書六·董二袁劉傳》、卷三十八《蜀書八·許麋孫簡伊秦傳》、卷四十六《吳書一·孫破虜討逆傳》、卷四十九《吳書四·劉繇太史慈士燮傳》、卷五十三《吳書八·張嚴程闞薛傳》
  - 唐朝房玄齡等人撰《晉書》之卷十五《志第五·地理下》
- 主要章回小說：
  - 明朝羅貫中撰《三國演義》之卷六第七回《孫策怒斬於神仙》
  - 明朝羅貫中撰、清朝毛宗崗修訂《三國演義》之第二十九回《小霸王中箭促天 碧眼兒坐領江東》
  - 明朝羅貫中撰、民國趙聰之點校《三國演義》之第三回《黃亂平戰亂又起 何國舅謀誅宦豎》、第三十三回《小霸王中箭促天 碧眼兒坐領江東》
- 其他文獻：
  - 西晉嵇含撰《南方草木狀》之卷中
  - 唐朝歐陽詢主編《藝文類聚》之卷六

### 相關來源
1. 1 2 3 4 5 6 7  《三國志·吳書四·劉繇太史慈士燮傳·士燮》：「交州刺史朱符為夷賊所殺，州郡擾亂......朱符死後，漢遣張津為交州刺史，津後又為其將區景所殺，而荊州牧劉表遣零陵賴恭代津。......漢聞張津死，賜燮璽書曰：『交州絕域，南帶江海，上恩不宣，下義壅隔，知逆賊劉表又遣賴恭闚看南土，今以燮為綏南中郎將，董督七郡，領交阯太守如故。』」
2. 1 2  林富士.  (PDF). 中央研究院歷史語言研究所集刊. 1995, 66 (3): 6–7  [2016年11月10日]. （原始内容 (PDF)存档于2016年11月11日）.
3. 1 2  《三國志·蜀書八·許麋孫簡伊秦傳·許靖》裴松之注：「子雲名津，南陽人，為交州刺史。」
4. 1 2  《藝文類聚·卷六·州部·交州》引苗恭《交廣記》：「建安二年，南陽張津為刺史。交阯太守土燮表言：『伏見十二州皆稱曰州，而交獨為交阯刺史，何天恩不平乎？若普天之下，可為十二州者，獨不可為十三州？』詔報聽許，拜津交州牧，加以九錫，彤弓彤矢，禮樂征伐，威震南夏，與中州方伯齊同，自津始也。」
5. 1 2 3  《三國志·蜀書八·許麋孫簡伊秦傳·許靖》：「鉅鹿張翔銜王命使交部，乗勢募靖，欲與誓要，（許）靖拒而不許。靖與曹公書曰：『……又張子雲昔在京師，志匡王室，今雖臨荒域，不得參與本朝，亦國家之藩鎮，足下之外援也……』」
6. 1 2 3 4  《後漢書·卷六十九·竇何傳·何進》：「（何進）異母女弟選入掖庭為貴人，有寵於靈帝……光和三年，貴人立為皇后……何皇后生皇子（劉）辯……（中平）六年，帝疾篤，屬（劉）協於蹇碩。碩既受遺詔，且素輕忌於進兄弟……皇子辯乃即位，何太后臨朝，進與太傅袁隗輔政，錄尚書事。進素知中官天下所疾，兼忿蹇碩圖己，及秉朝政，陰規誅之。袁紹亦素有謀，因進親客張津勸之曰：『黃門常侍權重日久，又與長樂太后專通姦利，將軍宜更清選賢良，整齊天下，為國家除患。』進然其言。」
7. 1 2 3 4 5  《三國志·魏書六·董二袁劉傳·袁紹》裴松之注引《續漢書》：「紹使客張津說進曰：『黃門、常侍秉權日久，又永樂太后與諸常侍專通財利，將軍宜整頓天下，為海內除患。』進以為然，遂與紹結謀。」
8. ↑  《晉書·卷十五·志第五·地理下·交州》：「建安八年，張津為刺史，土燮交趾太守，共表立為州，乃拜津為交州牧。」
9. 1 2  《三國志·吳書一·孫破虜討逆傳·孫策》裴松之注：「臣松之案：太康八年，廣州大中正王範上交廣二州春秋。建安六年，張津猶為交州牧。」
10. 1 2 3 4  《三國志·吳書一·孫破虜討逆傳·孫策》裴松之注引虞喜《志林》：「喜推考桓王之薨，建安五年四月四日。是時曹、袁相攻，未有勝負。案夏侯元讓與石威則書：『袁紹破後也。書授孫賁以長沙，業張津以零、桂。』此為桓王於前亡，張津於後死，不得相讓，譬言津之死意矣。」
11. ↑  《後漢書·卷九·孝獻帝紀》：「（建安）五年……曹操與袁紹戰於官度，紹敗走。」
12. 1 2 3 4 5  《三國志·吳書八·張嚴程闞薛傳·薛综》：「呂岱從交州召出，綜懼繼岱者非其人，上疏曰：『……次得南陽張津，與荊州牧劉表為隙，兵弱敵彊，歲歲興軍，諸將厭患，去留自在。津小檢攝，威武不足，為所陵侮，遂至殺沒。……』」
13. 1 2 3 4 5  《三國志·吳書一·孫破虜討逆傳·孫策》裴松之注引《江表傳》：「諸將復連名通白事陳乞之，策曰：『昔南陽張津為交州刺史，舍前聖典訓，廢漢家法律，甞著絳帕頭，鼓琴燒香，讀邪俗道書，云以助化，卒為南夷所殺。此甚無益，諸君但未悟耳。』」
14. 1 2  《南方草木狀·卷中·木類》：「益智子……出交趾、合浦。建安八年，交州刺史張津，嘗以益智子粽餉魏武帝。」
15. 1 2  《三國志通俗演義》，卷六之第七回〈孫策怒斬于神仙〉：「策大怒，盡殺獄吏，仍將于吉杻手下狱。张昭等数十人连名作状，乞保于吉。策曰：『汝皆读书之人，何不达礼？昔曰南阳张津为汉交州刺史，舍前圣典训，废汉家法律，常着绛帕裹头，鼓瑟焚香，诵邪俗道书，自称以助出军之威，后被南夷所杀。此等甚是无益，诸君自未悟耳。今此子已在鬼录，勿使空费纸笔也。吾必杀之！』」
16. 1 2  「策訪知大怒，痛責獄吏，仍將于吉械繫下獄。張昭等數十人，連名作狀，拜求孫策，乞保于神仙。策曰：『公等皆讀書人，何不達理？昔交州刺史張津，聽信邪教，鼓瑟焚香，常以紅帕裏頭，自稱可助出軍之威，後竟為敵軍所殺。此等事甚無益，諸君自未悟耳。吾欲殺于吉，正思禁邪覺迷也。』」羅貫中著、毛宗崗修訂（台南博元出版社，1989年版），《三國演義》第二十九回〈小霸王中箭促天·碧眼兒坐領江東〉，第195頁。
17. 1 2  「袁紹以進親信張津，勸進曰：『宮中諸黃門、常侍，專權己久，又與長樂太后相結，收取賄賂，干亂朝政。將軍以帝舊之尊，受命輔政，宜清掃君側，為國家除患。』進以袁氏累世顯貴受寵，而紹與從弟虎賁中郎將袁術皆為豪傑所歸之英雄，信而重用。」羅貫中著、趙聰之點校（香港友聯出版社，1986年版），《三國演義》第三回〈黃亂平戰亂又起·何國舅謀誅宦豎〉。
18. 1 2  「策訪知大怒，痛責獄吏，仍將于吉械繫下獄。張昭等數十人，連名作狀，拜求孫策，乞保於神仙。策曰：『公等皆讀書人，何不達理？昔交州有一刺史張津，聽信邪教，鼓瑟焚香，常以紅帕裏頭，自稱可助出軍之威，後竟為敵軍所殺。此等事甚無益，諸君自未悟耳。吾欲殺于吉，正思禁邪覺迷也。』」羅貫中著、趙聰之點校（香港友聯出版社，1986年版），《三國演義》第三十三回〈小霸王中箭促天·碧眼兒坐領江東〉。